# Ювелірні сплави
Ювелíрні сплáви — сплави благородних і кольорових металів, що вирізняються гарним зовнішнім виглядом, високою стійкістю до впливу кислот, солей та довкілля. Початок застосування сплавів відноситься до 2-3 тисячоріч до н. е. Розрізняють ювелірні сплави на основі благородних металів і сплави-замінники на основі, головно, міді.
До ювелірних сплавів на основі благородних металів відносяться сплави золота, срібла, платини і паладію. Найбільш розповсюджені сплави системи золото-срібло-мідь, рідше сплави системи золото-срібло і золото-мідь. Різноманітне забарвлення сплавам золота надають добавки платини, кадмію, паладію, нікелю тощо. Сплави вирізняються високими механічними властивостями, корозійною стійкістю, легко піддаються різній механічній обробці. Пластичність сплавів підвищують загартовуванням, твердість та міцність — в основному додаванням міді. Для сплавів золота, з яких виробляють ювелірні вироби, встановлені метричні проби (кількість хімічно чистого золота, яке припадає на 1000 вагових часток сплаву): 375; 500; 585; 750 і 958.
Зі сплавів срібла найширше використовують доектевтичні сплави системи срібло-мідь. Мідь сприяє підвищенню твердості та міцності матеріалів, але знижує їх пластичність. Для підвищення пластичності сплавів вдаються до гартування. Сплави срібла легко розчиняються у азотній і концентрованій сірчаній кислотах; у розведеній сірчаній кислоті не розчиняються. Для сплавів срібла встановлені проби: 750; 800; 875; 925; 960.
Сплави платини містять не менше 95% Pt, легувальними елементами слугують переважно паладій та іридій. Паладій покращує оброблюваність та ковкість сплавів, знижує температуру плавлення та висвітлює їх. Паладій є основною легувальною добавкою для «білого золота». Іридій різко підвищує такі властивості, як твердість та зносостійкість сплавів. Встановлена проба для сплавів платини — 950.
Зі сплавів паладію найбільш технологічні сплави 500 та 800 проб. Сплави з високим вмістом паладію мають високу пластичність. Сплави з низьким вмістом паладію вирізняються меншим опором деформуванню. Основні види обробки ювелірних сплавів — холодне деформування (волочіння, гнуття, виколювання, чеканення, гравіювання, тиснення) та литво, спеціальні види — чорніння, емалювання та інкрустування. Сплави золота, срібла та платини використовують для виготовлення прикрас, високохудожніх предметів туалету, сувенірів тощо.
До сплавів-замінників відносяться бронза, мельхіор, нейзильбер та ин. Зазвичай їх піддають в подальшому срібленню, емалюванню чи иншим обробкам. Такі сплави використовують переважно для виготовлення біжутерії.
При виготовленні ювелірних виробів застосовують сплави з визначеною кількістю золота і лігатури, що значно підвищує твердість і міцність сплаву. У залежності від складу сплаву міняються відтінки і колір золота. Кількість чистого золота в сплаві називають пробою. Існує декілька систем проб. Метрична проба - це кількість хімічно чистого золота в 1000 вагових одиниць лігатурного сплаву.
Срібло у самородному вигляді зустрічається рідко. В основному, його добувають зі свинцево-цинкових і мідних руд шляхом їхнього збагачення і спеціальної обробки. Срібло – красивий блискучий, білий, м'який, тягучий метал, стійкий до окислювання, що володіє винятковою відбивальною здатністю. Воно значно легше за золото: густина - 10,5 г/см3, температура плавлення – 961,8°C, твердість за шкалою Мооса – 2,7.
У виробництві ювелірних виробів застосовують, головним чином, срібно-мідний сплав, що містить найчастіше 87,5% срібла і 12,5% міді.